# Real Plaza Pro
Real Plaza Pro es un centro comercial ubicado en el distrito de San Martín de Porres en Lima, Perú.Se encuentra en la avenida Alfredo Mendiola 7042, al norte de la ciudad. Pertenece a la cadena de centros comerciales Real Plaza, propiedad de Intercorp y fue inaugurado en mayo de 2008, siendo la primera construcción de la cadena en Lima.

## Historia
La construcción inició en 2007 y fue inaugurado en mayo de 2008. Junto con la apertura del mall, su tienda ancla Plaza Vea inició funciones en una ceremonia dirigida por el alcalde de San Martín de Porres, Freddy Ternero, y el gerente general de Supermercados Peruanos S.A., Norberto Rossi. La inversión ascendió a 6 millones 300 mil dólares y fue la tienda número 28 a nivel nacional.
En 2011, se apertura la segunda tienda ancla, Promart, en el sector este. Asimismo, debido a poca accesibilidad al lugar por la carretera Panamericana Norte, la Municipalidad Metropolitana de Lima, la Empresa Municipal de Apoyo a Proyectos Estratégicos (EMAPE) y Real Plaza invirtieron 400 mil dólares en la construcción del puente peatonal frente a la entrada principal.
En febrero de 2012, con la consolidación del proyecto inicial, se inició la construcción de la sala de cines, Cineplanet, en el segundo nivel.  Además, la ampliación desarrolló una galería de tiendas frente a la zona bancaria, con un total de 7500 m² construidos.
En noviembre de 2017, se produjo un desalojo de comerciantes ambulatorios por la municipalidad en sus exteriores. En septiembre de 2019, se inició la renovación de la fachada principal e interiores que coincidía con la nueva imagen de marca corporativa.
En noviembre de 2022, la Defensoría del Pueblo denunció el deterioro del puente peatonal externo por parte de comercio ambulatorio.En abril de 2023, el centro comercial fue señalado de arrojar residuos y producir la contaminación del Río Chillón por un grupo de vecinos.

## Tiendas y servicios
Real Plaza Pro cuenta con un hipermercado, Plaza Vea, una tienda ancla de construcción, Promart, salas de cine operadas por Cineplanet, un sector bancario y un patio de comidas operado por KFC, Burger King, Bembos, McDonald's, Pizza Hut, etc, además de algunas otras tiendas. A fecha de 2024 posee 53 tiendas.